# Стриганов, Василий Михайлович
Василий Михайлович Стриганов (20 июля 1920 — 14 января 1985) — советский деятель культуры, заместитель министра культуры РСФСР (1958—1985).

## Биография
Родился 20 июля 1920 года в Ижморском (на территории современного Ижморского района Кемеровской области).
С 1943 года — на комсомольской работе в Новосибирской области, затем — в аппарате ЦК ВЛКСМ, в 1955—1958 годах — заведующий отделом комсомольских органов ЦК ВЛКСМ по союзным республикам.
Был инициатором возглавления всех научных организаций в области библиотечного дела. В 1965 году утвердил устав библиотек РСФСР, благодаря ему республиканские, краевые и областные библиотеки были переформатированы в крупные универсальные библиотеки, а также информационно-библиографические и научно-методические региональные центры. Возглавлял в течение последующих 25 лет разработку ББК.
Скончался 14 января 1985 года в Москве.